# Бирзул Василь Іванович
Васи́ль Іва́нович Би́рзул (30 жовтня 1958, с. Тарасівка) — заслужений журналіст України. Ведучий телеканалу "Прямий". 

## Етапи біографії
Закінчив Київський державний університет ім. Тараса Шевченка (1980). Працював у редакції інформації Українського радіо редактором програми «Промінь».
1981 року призначений спеціальним кореспондентом «Останніх вістей». Висвітлював події життя України, готував актуальні репортажі з проблем економіки, політики, культури, а також радіофільми про людей праці. Одночасно був ведучим інформаційних програм у прямому ефірі.
З перших днів Чорнобильської катастрофи протягом року в складі спеціальної групи виїжджав до чорнобильської зони і в спеціальних репортажах розповідав про хід рятувальних робіт.
З 1994 року — ведучий інформаційних програм УТН Українського телебачення. Працював також як кореспондент. Вів репортажі з «гарячих» точок — Косово, Південний Ліван, Сьєрра-Леоне.

## Відповідальна діяльність
У 2000–2002 роках — віце-президент Національної телекомпанії України. Потім працював директором громадсько-політичних програм Українського телебачення, головним редактором громадсько-політичного мовлення Національної радіокомпанії України. Був директором радіо «Культура» Національної радіокомпанії України.
У жовтні 2011 року Василь Бирзул був призначений першим заступником генерального директора телеканалу «ТОНІС». На цій посаді відповідав за виробництво всіх власних проектів каналу. Став ведучим ток-шоу «Соціальний статус», у якому йшлося про насущні інтереси широких верств громадян.
З 2017 по сьогодні працює ведучим на телеканалі "Прямий". 

## Державні нагороди та почесні відзнаки
Нагороджений медаллю «За трудову відзнаку». Лауреат Премії імені Івана Франка у галузі інформаційної діяльності «За найкращий твір у радіомовній сфері» як редактор програми «Мить історії» (2008).